# Omnibus Dannenmann

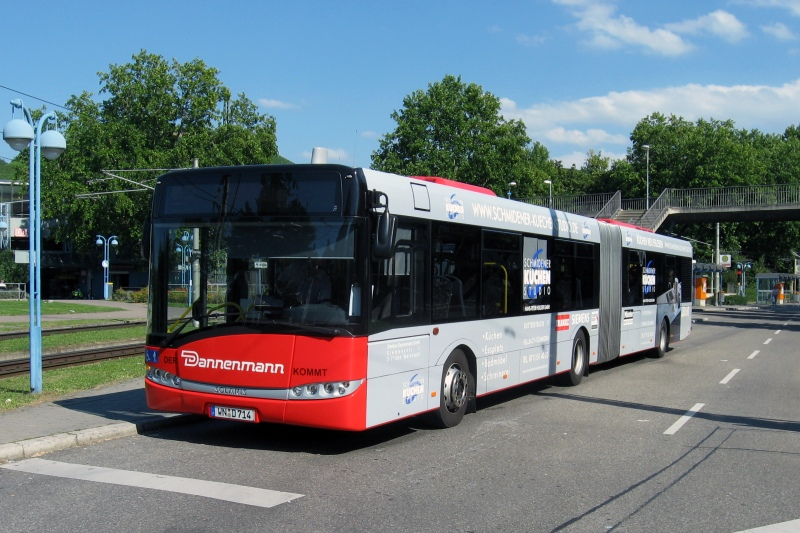
Urbino 18 von Dannenmann

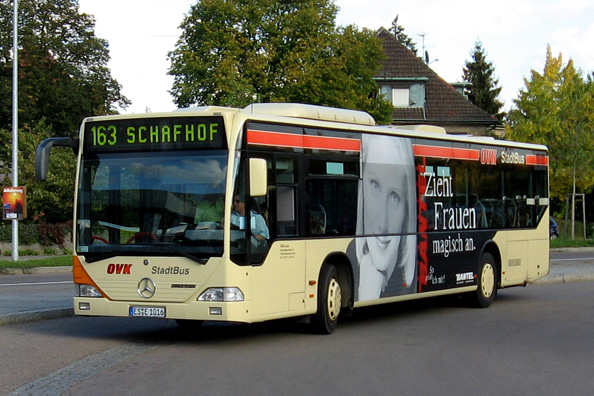
Citaro-Stadtbus des OVK in alter Farbgebung

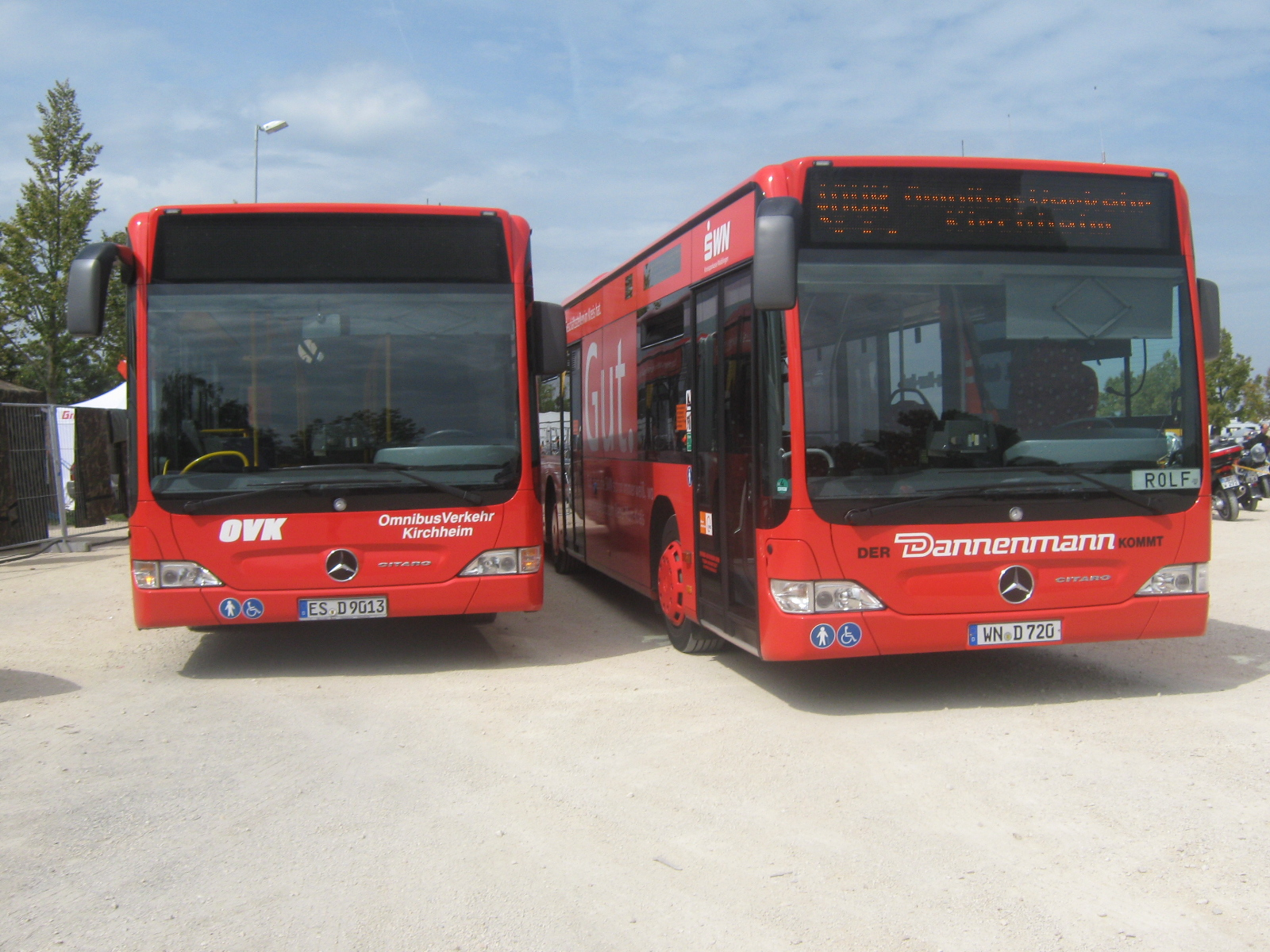
Ein OVK und ein Dannenmann Citaro in Kirchheim Teck

Die Omnibus Dannenmann Linien- und Reiseverkehr GmbH mit Sitz in Weinstadt-Beutelsbach ist als privates Omnibusunternehmen im Linien-, Gelegenheits- und Reiseverkehr tätig. Zusammen mit der OVK Omnibusverkehr Kirchheim GmbH mit Sitz in Kirchheim unter Teck, die sich ebenfalls im Besitz der Familie Dannenmann befindet, werden Buslinien im Rems-Murr-Kreis und im Landkreis Esslingen innerhalb des VVS betrieben.

## Geschichte
Max Dannenmann richtete 1934 eine Buslinie von Strümpfelbach über Endersbach nach Waiblingen ein. Damit legte er den Grundstein für das Unternehmen. Als Omnibus diente damals ein umgebauter Chevrolet-Lieferwagen mit 17 Sitzplätzen. 1950 folgte die Eröffnung der Strecke von Kleinheppach über Großheppach nach Endersbach.
Der Sohn Eberhard Dannenmann übernahm 1962 den Betrieb, der zu dieser Zeit über acht Omnibusse verfügte. Mit dem Aufkauf des Busunternehmens Vollmer in Bittenfeld kam 1972 die Linie von Bittenfeld nach Waiblingen hinzu.
Seit 2001 kooperiert Dannenmann beim Reiseprogramm mit Knisel aus Stuttgart-Mühlhausen.
Zum 1. Januar 2002 wurde der 1928 gegründete Omnibusverkehr Kirchheim (OVK) der Familie König von Dannenmann übernommen und als eigene Gesellschaft weitergeführt. Zum 1. Juli 2012 erfolgte der Aufkauf der Fa. Luz Omnibusverkehr mit Sitz in Walddorfhäslach durch den OVK.
Im Zuge der europaweiten Ausschreibung von Busverkehrsleistungen bekam der OVK den Zuschlag für das Linienbündel Nr. 6 (Wendlingen) im Landkreis Esslingen mit Betriebsaufnahme am 1. Juli 2017. Dannenmann konnte im Rems-Murr-Kreis die drei Linienbündel Nr. 6 (Welzheimer Wald) ab 1. August 2017, Nr. 4/Los 1 (Remshalden) ab 1. Januar 2018 und Nr. 8 (Winnenden/Berglen) ab 1. August 2019 für sich gewinnen. Außerdem fährt Dannenmann seit 1. Januar 2019 im Auftrag der Fa. Römer im Raum Winnenden sowie im Auftrag der FMO im Raum Backnang.
Im Gegenzug verlor Dannenmann zum Jahresende 2018 seine Stammlinien 201, 202 und 204 in Waiblingen und Weinstadt an Fischle & Schlienz, ebenso musste der OVK zum selben Zeitpunkt den Stadtverkehr Kirchheim an die Bietergemeinschaft Bader-Reisen/Schlienz-Tours abgeben. Darüber hinaus verkehrte Dannenmann bis zum 8. Dezember 2018 im Auftrag der SSB auf der Linie 60 (Untertürkheim–Oeffingen), ebenso bediente OVK als Rechtsnachfolger des jahrzehntelangen SSB-Subunternehmers Luz bis zum 31. Dezember 2018 dessen Stammlinie 75 (Walddorfhäslach–Aich–Bernhausen). Ende 2019 ging die bisher gemeinsam mit der OVR betriebene Linie 209 (Waiblingen–Korb–Endersbach) als Bestandteil des Linienbündels Nr. 3 im Rems-Murr-Kreis vollständig auf die OVR über.
Seit 1. Juli 2025 fährt Dannenmann im Auftrag von FMO wieder auf der Linie 201 zwischen Waiblingen und Bittenfeld.

## Betrieb

### Linien
| Nr.                                         | Verlauf |
| ------------------------------------------- | --- |
| Linien von Omnibus Dannenmann:              | |
| 217                                         | Buoch – Grunbach – Geradstetten – Hebsack – Rohrbronn (nur Mo–Fr)                                                                               |
| 217A                                        | Schulbus Remshalden (Schülerverkehr) |
| 228                                         | Welzheim – Rudersberg (–Schorndorf) |
| 229                                         | Schorndorf – Miedelsbach – Rudersberg – Steinenberg – Krehwinkel                                                                                |
| 230                                         | Rudersberg – Lindental – Bahnhof – Mannenberg – Althütte                                                                                        |
| 250                                         | Welzheim – Plüderhausen – Walkersbach – Waldhausen                                                                                              |
| 251                                         | Rudersberg – Waldhausen |
| 257                                         | Welzheim – Kaisersbach – Cronhütte – Gschwend (Schülerverkehr)                                                                                  |
| 258                                         | Welzheim – Langenberg – Obersteinenberg |
| 259                                         | Welzheim – Rienharz |
| 263                                         | Schorndorf – Welzheim – Kaisersbach – Althütte                                                                                                  |
| 265                                         | Schorndorf – Rudersberg – Welzheim – Kaisersbach – Althütte – Rudersberg – Schorndorf (Waldbus)                                                 |
| 266                                         | Schwäbisch Gmünd – Alfdorf – Welzheim |
| 268                                         | Alfdorf – Pfahlbronn – Lorch |
| 269                                         | Alfdorf – Vordersteinenberg – Wahlenheim – Pfahlbronn (Schülerverkehr)                                                                          |
| 330                                         | Kaisersbach – Rudersberg – Winnenden |
| 331                                         | Winnenden – Breuningsweiler – Steinach (– Bretzenacker)                                                                                         |
| 333                                         | Winnenden – Buoch (– Rohrbronn) (Fahrrad2Go) |
| 336                                         | Winnenden – Birkmannsweiler – Erlenhof – Oppelsbohm                                                                                             |
| 337                                         | Winnenden – Bürg – Oppelsbohm |
| 337A                                        | Winnenden – Birkmannsweiler – Höfen – Baach – Hertmannsweiler (Schülerverkehr)                                                                  |
| 338                                         | Erlenhof – Kottweil – Ödernhardt – Erlenhof |
| 339                                         | Korb – Schwaikheim – Winnenden ZOB – Winnenden Rems-Murr-Klinikum                                                                               |
| Linien des Omnibusverkehrs Kirchheim (OVK): | |
| 151                                         | Wendlingen (N) – Köngen – Wendlingen (N) |
| 152                                         | Wendlingen (N) Schulzentrum – Sporthalle im Speck – Wendlingen (N) Schulzentrum                                                                 |
| 153                                         | Unterensingen – Zizishausen – Oberboihingen (Schülerverkehr)                                                                                    |
| 154                                         | Wendlingen ZOB – Alter Sportplatz – Friedhof – Wendlingen ZOB                                                                                   |
| 155                                         | Wendlingen ZOB – Schulzentrum – Taläckerstr. – Wendlingen ZOB                                                                                   |
| 184                                         | Wendlingen ZOB – Unterensingen – Zizishausen – Nürtingen ZOB                                                                                    |
| 196                                         | Wendlingen ZOB – Oberboihingen – Zizishausen – Nürtingen ZOB                                                                                    |
| N81                                         | Wendlingen ZOB – Zizishausen – Oberensingen – Nürtingen – Raidwangen – Großbettlingen – Bempflingen – Kleinbettlingen – Neckarhausen (Nachtbus) |

### Fuhrpark Dannenmann
Dannenmann hat für den Linienverkehr einen gemischten Stadtbus-Fuhrpark, bestehend aus den Modellen MAN A21 und A23, Iveco Crossway sowie Mercedes-Benz Citaro, Citaro LE und Citaro LE Ü. Im Reiseverkehr kommen zwei Bova Futura und ein Mercedes-Benz Travego zum Einsatz. 2006 wurden ein Solaris Urbino 18 beschafft.

### Fuhrpark OVK
OVK hat für den Linienverkehr einen gemischten Stadtbus-Fuhrpark, bestehend aus den Modellen Mercedes-Benz Citaro und Citaro LE. Im Reiseverkehr kommt ein Setra Setra S 415 UL zum Einsatz. 2006 wurde ein Solaris ein Urbino 12 für den OVK beschafft, 2013 ein MAN Lion’s City A21 und ein MAN Lion’s City M (A47). Somit nahmen am 2. Januar 2013 erstmals MAN-Busse beim OVK ihren Betrieb auf. Durch die Übernahme des Omnibusverkehrs Luz im Jahre 2012 kamen vier neue Busse in den Fuhrpark des OVK. Die Neufahrzeuge des OVK werden seither wie die Dannenmann-Fahrzeuge in Rot bestellt. Zuvor war Elfenbein die typische Farbe der OVK-Busse.

### Sonderverkehr zum Oldtimer-Fliegertreffen
Zusätzlich zum regulären Linienverkehr besteht ein Shuttleservice zum Flugplatz Hahnweide in Kirchheim zu Zeiten des zweijährlich stattfindenden Oldtimer-Fliegertreffens. Diese Linie führt durch das Industriegebiet Kruichling, die Kirchheimer Innenstadt und den Kirchheimer Bahnhof zum Flugplatz.